# Valerio Valeri
Valerio Valeri (Santa Fiora, 7 de noviembre de 1883 – Roma, 22 de julio de 1963) fue un cardenal italiano.

## Biografía

### Formación
Valerio Valeri nació en Santa Fiora, y estudió en el Seminario Pío Romano y en el Pontificio ateneo romano San Apolinar, donde ejerció de profesor en 1904. 

### Sacerdocio
Ordenado sacerdote el 21 de diciembre de 1907, después enseñó en el Seminario Pontificio Regional en Fano hasta 1909. Después se desempeñó como capellán militar durante la Primera Guerra Mundial, Valeri ingresó a la Curia romana, como miembro del personal de la Secretaría de Estado, en 1920. De 1921 a 1927, fue auditor eclesiástico de la Nunciatura Apostólica en Francia. Fue ascendido al rango de Chambelán privado de Su Santidad el 6 de julio de 1921, y más tarde, Prelado de honor de Su Santidad el 22 de julio de 1923.

### Episcopado
El 18 de octubre de 1927, Valeri fue nombrado Arzobispo titular de Éfeso y delegado apostólico en Egipto y la Península arábiga. Recibió su consagración episcopal el 28 de octubre siguiente por parte del Cardenal Donato Sbarretti, junto al arzobispo Pietro Benedetti, MSC, y el obispo Giuseppe Angelucci como co-consagrantes. Valeri fue posteriormente nombrado nuncio apostólico en Rumanía el 1 de julio de 1933, y finalmente nuncio apostólico en Francia el 11 de julio de 1936. En agosto de 1942, el nuncio cuestionó la reclamación del Mariscal Pétain de que si el papa Pío XII entendía y aprobaba la creciente hostilidad de Francia hacia los judíos. Fue galardonado con la Gran Cruz de la Legión de Honor al salir de France en 1944 para volver a trabajar en la Secretaría de Estado, especialmente en la Sección para las Relaciones con los Estados. Después de convertirse en presidente del Comité Central para el Año Santo el 28 de junio de 1948, el arzobispo Valeri fue nombrado asesor de la Sagrada Congregación para las Iglesias Orientales el 1 de septiembre de ese mismo año.

### Cardenalato
Fue creado cardenal presbítero de San Silvestre en Capite por el papa Pío XII en el consistorio del 12 de enero de 1953. El papa Pío XII lo nombró prefecto de la Sagrada Congregación para Religiosos cinco días después, el 17 de enero. El cardenal Valeri fue uno de los cardenales electores que participaron en el Cónclave de 1958 que seleccionó al papa Juan XXIII, quien anteriormente lo había sucedido como nuncio en Francia. El cardenal Valeri vivió el tiempo suficiente para asistir solamente a la primera sesión del Concilio Vaticano II en 1962, y para participar en el Cónclave de 1963, que resultó en la elección del papa Pablo VI.

### Fallecimiento
Murió el 22 de julio de 1963 en Roma a la edad de 79 años; su cuerpo reposa en una tumba familiar en Santa Fiora.